# برايان إليس (سياسي)
برايان إليس (بالإنجليزية: Brian L. Ellis)‏ هو سياسي أمريكي، ولد في 1969. نشط حزبياً في الحزب الجمهوري. وقد انتخب عضو مجلس نواب بنسيلفانيا.